# 木蘭拳
木蘭拳（もくらんけん、ムーランけん）の根源となっているのは、唐の時代より続く崆峒（コウドウ）派によって1400年以上伝承されてきた「花架拳（かかけん）」と呼ばれる中国武術である。この花架拳は、遺跡に描かれた壁画の飛天の姿から編み出されたと言われている。

## 概要
1970年代に花架拳を上海で学んだ楊文娣（男性/1936〜1982）は、自身が患った病気の治療に花架拳の効果を感じて普及に努めた。楊は一般に教え広めるには難しかった花架拳の套路に太極拳や気功の要素を加え、女性をはじめ多くの人が取り組み易い套路を創り、「木蘭花架拳」と称してたくさんの人に教えた。そして、楊の死後、その套路の伝承者として名を残している人物に、卓文健（男性）・周香妙（女性）・応美鳳（現・上海市木蘭拳協会会長）の3名が挙げられるが、卓は既にアメリカへ亡命し中国での活動を終えている。周の木蘭拳は現在では大世界系と分類され、中国国内で「中国木蘭拳」として活動をしている。一方で、応は楊から受け継いだ「木蘭花架拳」を元に、体操やバレエの要素などを加え古典音楽を添えるなどした套路を生み出し、「木蘭拳」と名を改めて急速に普及させることに成功。そして、応の働きかけによって「木蘭拳」は、1994年に上海武術協会から新拳種として認可され、翌1995年には中国中華武術第130種新拳種として国に登録された。これを受けて応の木蘭拳は「中華武術木蘭拳」として、上海を中心に全国へ愛好者を増やし続けている。

## 名の由来
「木蘭拳」の名称の由来は、5世紀頃に花（ファ）一族の一時代を担ったとされる伝説の女性、木蘭（ムーラン）から名付けられている。男装して父親の代わりに10年以上も従軍し国を救ったというエピソードは、中国では教科書にも出てくるほど周知の歴史事項。ディズニー映画『ムーラン』の主人公にもなったので、世界にも知られるようになった。一説では、「木蘭拳」は皇帝の宮廷で演舞されていた門外不出の護身術としての武術舞踊が元であるように伝えられているが、この説は定かではない。
　